# Ducado de Florença
O Ducado de Florença (em italiano:  Ducato di Firenze) foi um Estado centrado na cidade de Florença, no que é hoje a moderna Toscana, Itália. O ducado foi fundado em 1532 quando o papa Clemente VII (líder dos Estados Papais e de Florença) nomeou o seu filho natural (alguns historiadores sugerem que era o filho de Lourenço II de Médici, Duque de Urbino) Alexandre de Médici, duque de Florença, transformando a anterior República de Florença numa monarquia hereditária. Florença estava sob o controlo informal dos Médici desde 1434.
O Ducado de Florença teve dois duques: Alexandre de Médici e Cosme I de Médici. Alexandre reinou como duque até o seu assassinato em 1537. Cosme, escolhido pelas autoridades florentinas para suceder seu primo distante, estabeleceu uma poderosa marinha, e empreendeu a maior aquisição territorial para Florença com a anexação da República de Siena após a Batalha de Marciano em 1554.
Em 1569, o ducado foi elevado a Grão-ducado da Toscana pelo papa, o que permitiu o governo dos Médicis em toda a Toscana até 1737, altura em que a família se extinguiu.

## Antecedentes
Aquando da sua fundação, o Ducado de Florença ocupava a mesma área que o Estado seu predecessor, a República de Florença. O ducado foi criado porque o título de "duque" enquadraria de forma mais confortável o poder que os Médicis já detinham na região. A supremacia dos Médici havia sido restaurada pelo imperador Carlos V apenas alguns anos antes da criação do ducado, uma vez que o papa Clemente VII havia sido deposto desde 1527 por rebeldes florentinos durante a Guerra da Liga de Cognac.

## Duque Alexandre
Em 1535, uma delegação com o intuito de solicitar a Carlos V a deposição de Alexandre foi enviada por várias proeminentes famílias Florentinas, incluindo os Pazzi (que tinham tentado matar Lourenço de Médici na denominada Conspiração dos Pazzi). Esta delegação era chefiada pelo primo de Alexandre, Hipólito de Médici. Carlos V rejeitou o apelo da delegação, dado que o imperador não tinha qualquer intenção em depor Alexandre (casado com a sua filha natural Margarida de Parma, cuja segurança podia ser posta em causa pelo plano de Hipólito).

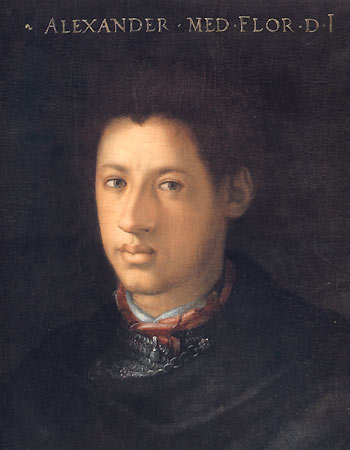
Alexandre de Medici, por Cristofano dell'Altissimo

O governo de Alexandre como duque durou apenas quatro anos. Alexandre foi assassinado por um familiar distante, Lorenzino de Médici em 1 de janeiro de 1537 Alexandre não deixou descendência legítima.

## Duque Cosme I
Cosme I de Médicis foi escolhido pelas autoridades florentinas para suceder a Alexandre pouco tempo depois da sua morte. Nessa altura, a família Strozzi, que estava no exílio, tentou invadir Florença e depor Cosme, mas acabou por falhar. Cosme reviu a burocracia e administração de Florença. Em 1542, as tropas imperiais estacionadas em Florença por ordem de Carlos V, retiraram.

Cosme I de Médicis, por Agnolo Bronzino, na Galleria degli Uffizi

Em 17 de abril de 1555, Florença e Espanha ocuparam a República de Siena após um breve conflito. Filipe II de Espanha outorgou o território a Cosme, em julho de 1557. Siena encontrava-se em colapso já há algum tempo antes da anexação. Em 1548, Cosme comprou a ilha de Elba à República de Génova, baseando aí a sua marinha que estava a desenvolver. Cosme fundou a cidade portuária de Livorno permitindo aos habitantes da cidade gozarem de liberdade religiosa. A família ducal mudou-se para o Palácio Pitti em 1560. Cosme adjudicou ao arquitecto Vasari a construção do Uffizi, como escritórios para o Banco dos Médici, dando continuidade à tradição familiar de mecenato das artes.
Em 1569, Cosme foi elevado, pelo papa Pio V, à categoria grão-ducal passando o seu Estado a designar-se por Toscana, termo de maior abrangência geográfica, O novo monarca passou a utilizar o tratamento honorífico de alteza.
O governo dos Médici continuou no novo Grão-ducado da Toscana até à extinção da linha masculina da família em 1737
.

## Governo
Imediatamente após a rendição da república no cerco de Florença (1529–1530), Carlos V emitiu uma proclamação onde era explicitamente dito que somente ele poderia determinar o governo de Florença. Em 12 de agosto de 1530, o imperador instituiu os Médici como governantes hereditários (capo) da República de Florença. O papa Clemente VII, que pretendia que o seu familiar Alexandre de Médici fosse o governante monárquico de Florença, procurou cuidadosamente a dignidade a usar, uma vez que pretendia dar a impressão que havia sido a democracia florentina que escolhera Alexandre como monarca.
Em abril de 1532, o papa convenceu a Balía, a comissão governativa de Florença, a redigir uma nova constituição. Esse documento foi oficializado no dia 27 daquele mês, criando formalmente uma monarquia electiva, abolindo a antiga signoria (governo electivo) e o cargo de gonfaloneiro (governante titular de Florença eleito para períodos de dois meses); no seu lugar passaram a existir os consigliere, um conselho com quatro membros eleito para períodos de três meses, liderado pelo "duque da República Florentina". O senado, composto por quarenta e oito homens, escolhidos pela comissão da reforma constitucional, foi investido com a prerrogativa de determinar as políticas financeira, de segurança e exterior de Florença. Adicionalmente, o senado nomeou os comissários da guerra e de segurança pública, os governadores de Pisa, Arezzo, Prato, Volterra e Cortona, bem como os embaixadores. O "Conselho dos Duzentos" era um tribunal de apelação cujos membros eram de nomeação vitalícia.